# Knabbel en Babbel: Rescue Rangers
Knabbel en Babbel: Rescue Rangers of gewoon Rescue Rangers (Engelse titel: Chip 'n Dale: Rescue Rangers) is een Amerikaanse animatieserie, geproduceerd door Walt Disney Television Animation. De serie is bedacht door Tad Stones en Alan Zaslove. De serie werd oorspronkelijk van 5 maart 1989 tot 19 november 1990 uitgezonden op Disney Channel. De serie was in Nederland te zien op Disney XD en Disney Channel en in België op Ketnet tot en met 3 juni 2007. Ook was de serie in Nederland te zien tijdens het jeugdblok bij de NCRV op Nederland 1 (1992) en het Disney Festival op Net5.
In totaal zijn er 65 afleveringen gemaakt, verdeeld over 3 seizoenen. De stemmen van de Rescue Rangers werden in de Nederlandstalige versie nagesynchroniseerd door Olaf Wijnants als Knabbel, Arnold Gelderman als Babbel*, Angélique de Boer als Dotty, Evert de Vries als Monterey Jack, Reinder van der Naalt Professor Nimnul en Hero Muller als Spinelli. De leaderzang komt van Edward Reekers.

(*Heel lang is gedacht dat Arnold Gelderman Knabbel insprak en Olaf Wijnants Babbel. Inmiddels is de audio echter vertraagd om de stemmen goed te beluisteren, en blijkt het juist andersom te zijn.)

## Verhaal
De serie draait om de bekende grondeekhoorns Knabbel en Babbel (Chip 'n Dale in de Engelstalige versie), die in deze serie samen een soort detectivebedrijfje oprichten. De groep behandelt vooral misdaden die “te klein” zijn voor de menselijke politie om op te lossen. Al snel krijgen ze hulp van een paar nieuwe vrienden: de uitvindster Gadget, de krachtpatser Monterey Jack en de vlieg Zipper. Deze hebben vaak te maken met andere dieren. Soms stuiten ze echter ook op zaken die wereldbedreigend zijn.
Vaste vijanden van het team zijn de maffia-kat Fat Cat en de gestoorde professor Norton Nimnul.

## Productie
Toen Tad Stones de serie bedacht, kwamen Knabbel en Babbel er nog niet in voor. In plaats daarvan zou de serie gaan draaien om een groep dieren waaronder een kameleon, een voorloper van Gadget en Montery Jack. De hoofdpersoon zou een Indiana Jones-achtige muis worden, genaamd Kit Colby. Stones stelde het idee voor tijdens een vergadering met Michael Eisner en Jeffrey Katzenberg. Het idee werd goedgekeurd, behalve het personage Kit Colby. Op aandringen van Eisner werd hij vervangen door het al veel langer bekende eekhoornduo.
Om Knabbel en Babbel geschikt te maken voor de rol in de serie, moesten de producenten het duo een paar veranderingen laten ondergaan. Hun persoonlijkheden werden intact gelaten, maar hun uiterlijk werd wat aangepast. Zo dragen ze in de serie kleren en zijn ze een stuk slimmer en spraakzamer dan in de korte filmpjes waar ze hun debuut in maakten. Knabbel nam de rol over van Kit Colby, en kreeg derhalve zijn outfit.
De serie werd geïntroduceerd met een twee uur durende film getiteld Rescue Rangers: To the Rescue, die later werd opgesplitst in een vijfdelige pilotaflevering. In deze film is te zien hoe het team bij elkaar komt, en ze voor het eerst met Nimnul en Fat Cat te maken krijgen.
Er zijn geruchten dat in een vroeg productiestadium de producenten het plan hadden om Bernhard en Bianca, de muizen uit de tekenfilm De Reddertjes, de hoofdrol te geven samen met Baloe, de beer uit Jungle Boek. Knabbel en Babbel zouden dan als bijfiguren af en toe te zien zijn geweest.

## Personages

### Helden
- Knabbel is een grondeekhoorn. Knabbel is de leider van de groep. In tegenstelling tot Babbel heeft Knabbel nauwelijks gevoel voor humor maar is serieus en houdt ervan een misdaad op te lossen. Hij is de serieuze en moedige leider van de Rescue Rangers en heeft met zijn Indiana Jonesachtige kleding (bruin jasje met bontkraagje) ook de bijbehorende avontuurlijke trekjes. Hij is veruit het meest praktische lid van het team en zijn loyaliteit aan anderen is nooit in twijfel, zelfs als Babbel zijn geduld op de proef stelt.
- Babbel is ook een grondeekhoorn. Hij is de tegenovergestelde versie van Knabbel. Babbel heeft gigantisch veel humor en krijgt zichzelf steeds in de problemen. Hij is met zijn Hawaï-shirt de meer relaxte die de gemakkelijkste weg zoekt. Hij zoek zijn avontuur dan ook liever in stripboeken met sciencefiction- en fantasieverhalen.
- Monterey Jack is een Australische muis die jarenlang over de wereld heeft gezworven. Hij is uitzonderlijk sterk, zo kan hij met gemak een kat die veel groter is dan hij wegslingeren, en heeft een kort lontje. Hij is verzot op kaas. Wanneer hij kaas ruikt, raakt hij in een soort van hypnose en loopt dan rechtstreeks naar de kaas toe, wat hem meer dan eens in de problemen brengt.
- Zipper is een huisvlieg en het huisdier van Montery Jack. Zipper kan niet praten, maar haalt het team af en toe weleens uit de nood.
- Dottie (Gadget in de originele versie) is ook een muis. Zij is de uitvinder van het team. Ze maakt altijd nieuwe toestellen en wapens uit allerlei dingen die ze vindt. Maar ze kan soms gigantisch verstrooid zijn. Knabbel als Babbel zijn beide verliefd op haar. Dottie is de dochter van een inmiddels overleden uitvinder, die een goede vriend was van Monterey.

### Schurken
- Vetkat: een dikke grijze kat en een van de vaste vijanden van het team. Hij is gemodelleerd naar een stereotiepe maffiabaas, en gedraagt zich ook zo. Hij draagt een paars kostuum. Zijn plannen zijn doorgaans erg complex, wat ook de reden is dat ze blijven mislukken. Vetkat wordt bijgestaan door vier domme handlangers, die altijd zijn vuile werk mogen opknappen:
  - Wart, een hagedis.
  - Mole, een mol die te kampen heeft met overgewicht. Hij vangt vaak de klappen op als Vetkat kwaad is.
  - Mepps: een slanke en niet al te snuggere oranje kat.
  - Snout: een rat die vaak maar even gezien wordt in een aflevering.
- Professor Norton Nimnul: een gestoorde professor, en de tweede vaste vijand van het team. Hij doet vaak bizarre uitvindingen, maar zijn plannen hebben doorgaans geen enkele vorm van logica of achterliggende gedachte.

## Film
In 2022 verscheen de film Chip 'n Dale: Rescue Rangers op de streamingdienst Disney+. De film is gebaseerd op de originele animatieserie, en heeft een combinatie van animatie, live-action, stop-motion en poppenspel. De originele stemmencast van Rescue Rangers keren voor deze film weer terug maar de stemmen van Knabbel en Babbel werden ingesproken door John Mulaney en Andy Samberg. De Nederlandse stemmen van Knabbel en Babbel werden ingesproken door Jip Bartels en Joey Schalker.